# Dennis Shepherd
Dennis Graham Shepherd (ur. 11 października 1926 w Johannesburgu, zm. 13 czerwca 2006 tamże) – bokser południowoafrykański, wicemistrz olimpijski.
Trenował w Booysens Club. Zdobył srebrny medal na igrzyskach olimpijskich w Londynie w 1948 w kategorii piórkowej. W półfinale pokonał Argentyńczyka Francisco Núñeza, w finale uległ Włochowi Ernesto Formentiemu. W tej samej kategorii brąz w Londynie wywalczył Aleksy Antkiewicz, który pokonał Núñeza w walce o 3. miejsce.
Shepherd uchodził za faworyta do tytułu mistrzowskiego na igrzyskach Imperium Brytyjskiego w Auckland w 1950, ale niespodziewanie odpadł już w pierwszej walce z Australijczykiem Williamem Barberem. Po tej porażce zakończył karierę sportową.